# Torsa
Torsa o Torsay es una isla de las islas Slate, que a su vez forman parte de las Hébridas Interiores, en la costa este de Escocia. Está ubicada al este de Luing y al sur de Seil.
La isla está habitada desde los años 60. Existe solamente una casa de veraneo en ella. Su principal actividad económica es la crianza de ganado. Los animales de ganado son de una raza especial, criados especialmente para la resistencia y traídos desde la vecina isla de Luing.
La isla está conectada con su pequeña compañera Torsa Beag (en gaélico para "Pequeña Torsa").
- Datos: Q289181
- Multimedia: Torsa / Q289181